# 孙晔
孙晔（1989年1月15日—），上海人，中国女子游泳运动员。

## 簡歷
2004年雅典奥运会、2008北京奥运会中国体育代表团成员。主攻蛙泳，国家队教练是徐惠琴。
2012年，孙晔代表中国出戰英國倫敦舉行的奥林匹克运动会游泳比賽女子200米蛙泳賽事。

## 外部連結
- 孙晔的新浪微博